# Ван Хёйзен, Лоуренс
Лоуренс Джозеф ван Хёйзен (англ. Lawrence Joseph van Huizen, 30 июля 1930 — 17 августа 2019, Серембан, Малайзия) — малайзийский хоккеист (хоккей на траве), полузащитник, тренер.

## Биография
Лоуренс ван Хёйзен родился 30 июля 1930 года. Его предки были нидерландцами и португальцами.
Окончил институт святого Павла.
Играл в хоккей на траве за Негери-Сембилан.
В 1958 и 1962 годах играл за сборную Малайи в хоккейных турнирах летних Азиатских игр в Токио и Джакарте.
В 1964 году вошёл в состав сборной Малайзии по хоккею на траве на Олимпийских играх в Токио, поделившей 9-10-е места. Играл на позиции нападающего, провёл 6 матчей, забил 1 мяч в ворота сборной Индии.
В 1975 году входил в тренерский штаб сборной Малайзии, занявшей 4-е место на чемпионате мира в Куала-Лумпуре.
В 1981—1986 годах тренировал женскую сборную Малайзии по хоккею на траве.
Долго обучал хоккею детей на общественных началах: в 1958—2002 годах тренировал команду мальчиков института святого Павла, а также команду монастырской школы в Серембане. 
Работал служащим банка Standart Chartered.
Умер 17 августа 2019 года в малайзийском городе Серембан.

## Семья
Брат Питер ван Хёйзен (1932—2011) играл за сборную Малайи по хоккею на траве, в 1956 году участвовал в летних Олимпийских играх в Мельбурне.
Был женат на Дорин Филомине ван Хёйзен (псевдоним Ко Ким Би).
Сын Стивен ван Хёйзен (род. 1958) тоже выступал за сборную Малайзии по хоккею на траве, в 1984 году участвовал в летних Олимпийских играх в Лос-Анджелесе.
Внук Джоэл ван Хёйзен (род. 1992) — действующий игрок сборной Малайзии по хоккею на траве.